# Jules-Paul Johannard
 (février 2011).
Si vous disposez d'ouvrages ou d'articles de référence ou si vous connaissez des sites web de qualité traitant du thème abordé ici, merci de compléter l'article en donnant les références utiles à sa vérifiabilité et en les liant à la section « Notes et références ».
Jules Johannard, né à Beaune (Côte-d'Or) le 22 janvier 1843 et est mort à Londres le 16 novembre 1892, est une personnalité de la Commune de Paris.

## Biographie
Jules Johannard est né le 22 janvier 1843 à Beaune au domicile de ses parents fils de Étienne Johannard marchand de draps âgé de 34 ans et de Bonne Louise Girard son épouse.
Réfugié à Londres, il adhère en 1867 à l'Association internationale des travailleurs et en 1868 il est membre du Conseil général de l'Internationale. Revenu en France, en 1870, il est arrêté et condamné à un an de prison lors du troisième procès de l'Internationale.
Libéré par la proclamation de la République le 4 septembre 1870, le comité de vigilance du IIe arrondissement le délègue au Comité central républicain des Vingt arrondissements. Il est un des dirigeants du soulèvement du 31 octobre 1870, contre le Gouvernement de la Défense nationale. Aux élections complémentaires du 16 avril 1871, il est élu au Conseil de la Commune par le IIe arrondissement, il siège à la commission des Relations extérieures et à celle de la Guerre. Il vote pour la création du Comité de Salut public. Le 16 mai, il est nommé délégué civil auprès du général La Cécilia. Après la Semaine sanglante, il est condamné à mort par contumace par le Conseil de Guerre. Réfugié à Londres, il continue de militer à l'Internationale.

### Notices biographiques
- Jules Clère, Les hommes de la Commune : Biographie complète de tous ses membres, Paris, Libraire-éditeur É. Dentu, 1871, xiv-195, 1 vol. in-18 (OCLC 457798492, lire en ligne sur Gallica), p. 98-100
- Paul Delion, Les membres de la Commune et du Comité central, Paris, A. Lemerre éditeur, août 1871, 446 p. (lire en ligne sur Gallica), p. 110-116
- Bernard Noël, Dictionnaire de la Commune, Coaraze, L'Amourier éditions, coll. « Bio », avril 2021 (1re éd. 1971), 799 p. (ISBN 978-2-36418-060-4, ISSN 2259-6976, présentation en ligne), p. 459-460
- « Notice Johannard Jules, Paul », sur maitron.fr, Le Maitron, dictionnaire bibliographique du mouvement ouvrier et du mouvement social, Association Les Amis du Maitron (consulté le 9 août 2021)